# Старији водник прве класе
Старији водник прве класе је у Војсци Србије трећи подофицирски чин за дужности командира одељења и евентуално командира вода и одговарајуће дужности у командама и службама. У чин старијег водника I класе може бити унапређен старији водник када, поред осталих услова, проведе у чину најмање 4 године и заврши одговарајуће специјалистичке курсеве. Осим у Копненој војсци и Ваздухопловству и противваздушној одбрани користи се и у Речној флотили Војске Србије.
У већини армија света одговарајући чинови старијем воднику I класе и осталим српским подофицирским чиновима јесу разни облици чина наредника и сл. 
На просторима бивше Југославије није постојао све до 1964. године када је установљен и од када има данашњи статус, прво у Југословенској народној армији, а касније и у Војсци Југославије и Војсци Србије и Црне Горе.

## Галерија
- Старији водник  класе
ЈНА
(1951—1982)
- Старији водник  класе
ЈНА, ВЈ и ВСЦГ
(1982—2006)
- Старији водник  класе
полиције Србије
(1992—2002)